# Chartier c. Chartier
Chartier c. Chartier  est un arrêt de principe de la Cour suprême du Canada rendu en 1999 sur le statut juridique des beaux-parents dans un mariage dans le droit des provinces de common law.

## Les faits
En 1991, Gerald Chartier a épousé Sharon Chartier, avec qui il était en couple depuis 1989, et avec qui il a eu une fille, Jeena, née un an auparavant.
Au moment de leur mariage, Sharon avait également une deuxième fille, Jessica, issue d'une relation précédente. Gerald a aidé à prendre soin de l'enfant et a assumé le rôle de père. « Les parties  ont discuté de l’adoption de Jessica par le mari, mais elles n’ont pas donné suite à ce projet » bien qu'ils ont « fait modifier l’acte de naissance de Jessica pour y indiquer faussement que le mari était le père biologique de Jessica et pour que le nom de famille de cette dernière soit remplacé par le sien ».
En mai 1992, le couple s'est séparé. Après s'être brièvement réconciliés, ils se sont séparés de façon permanente au mois de septembre suivant. En mars 1994, un jugement sur consentement en vertu de la Loi sur l'obligation alimentaire du Manitoba a déterminé que les deux filles étaient des « enfants du mariage » et a accordé à Gerald l'accès à elles.
Bien qu'il ait consenti à payer une pension alimentaire pour Jeena, « mais le jugement n’en prévoyait pas pour Jessica ni pour l’épouse. » La Loi sur l'obligation alimentaire déclare que « Les conjoints et les conjoints de fait sont tenus mutuellement de se fournir de façon raisonnable des aliments », et, bien que les ex-conjoints devraient chercher à devenir financièrement indépendants l'un de l'autre à la suite d'une séparation, elle étend cette obligation de subvenir aux besoins de son ancien partenaire à la suite d'une séparation dans certaines circonstances.
Sharon a entamé une procédure de divorce en février 1995, date à laquelle elle a demandé une pension alimentaire pour enfant, demandant une déclaration selon laquelle Gerald « tient lieu de père à Jessica ». Gerald a contesté la demande et a fait valoir qu'il avait mis fin à son statut in loco parentis à l'égard de Jessica et qu'il n'était donc pas responsable du soutien de l'enfant. Une ordonnance provisoire a statué que Gerald devait verser une pension alimentaire pour enfants aux deux filles et a suspendu son accès à elles dans l'attente d'un rapport des services de médiation.
Ce rapport, publié en octobre de la même année, faisait état du désir de Gerald de rompre sa relation parentale avec sa belle-fille. Un tribunal de première instance a statué que Gerald doit verser une pension alimentaire pour époux à Sharon et lui rembourser ses frais juridiques, tout en réduisant le montant de la pension alimentaire pour enfants qu'il était obligé de payer pour les soins de Jeena. De plus, il a rejeté la demande de Sharon de payer une pension alimentaire pour les soins de Jessica également, estimant que Gerald avait « le lien parental l’unissant à Jessica ».
Les deux parties ont interjeté appel devant la Cour d'appel du Manitoba, qui a accepté d'entendre l'affaire sur la question de la réduction de la pension alimentaire mensuelle de Gerald à Jeena. Elle a rejeté son appel qui demandait la révision sur la décision relativement à son obligation de verser une pension alimentaire pour époux. La Cour d'appel a annulé le jugement du tribunal inférieur selon lequel Gerald doit payer les frais juridiques de Sharon et a rejeté la demande de Sharon que son ex-mari fournisse également une pension alimentaire pour les soins de Jessica. Sharon a par la suite interjeté appel devant la Cour suprême du Canada, qui a entendu les plaidoiries en novembre 1998.

## Jugement de la Cour suprême
Le pourvoi de Sharon Leslie Chartier est accueilli.

## Motifs du jugement
La Cour a statué qu'un beau-parent qui est reconnu in loco parentis ne peut se retirer unilatéralement de la relation familiale.
Le juge Bastarache, écrivant au nom d'un tribunal unanime, s'est prononcé en faveur de Sharon et a déclaré que Gerald ne pouvait pas unilatéralement rompre les liens avec l'enfant. Au paragraphe 39 de la décision, il énonce les facteurs à examiner pour établir l'existence du lien parental : 

« Parmi les facteurs à examiner pour établir l’existence du lien parental, signalons les points suivants : 
L’enfant participe-t-il à la vie de la famille élargie au même titre qu’un enfant biologique?  La personne contribue‑t‑elle financièrement à l’entretien de l’enfant (selon ses moyens) ?  
La personne se charge‑t‑elle de la discipline de la même façon qu’un parent le ferait ?  
La personne se présente-t-elle aux yeux de l’enfant, de la famille et des tiers, de façon implicite ou explicite, comme étant responsable à titre de parent de l’enfant ? 
L’enfant a-t-il des rapports avec le parent biologique absent et de quelle nature sont-ils ? »